# Marifé Arroyo
Marifé Arroyo, conocida como La Mestra, (Fuente de la Higuera, 17 de noviembre de 1946) es una docente española pionera en la introducción del valenciano en los colegios y de un modelo progresista durante la década de los 80 en la escuela de Bárig. En 2007, recibió el Premi Jaume I d'Acció Ciutadana de la Fundación Carulla por su compromiso pedagógico en la inclusión del valenciano en la escuela pública.

## Trayectoria
Hija de inmigrantes castellanos de Salamanca, Arroyo está vinculada al Movimiento de Renovación Pedagógica de los años 60. Fue una de las primeras personas en introducir el valenciano en la escuela pública en 1974. Apostó por un modelo de escuela popular, democrática y valenciana y, a raíz de ello, fue represaliada y expulsada de la escuela de Bárig y se trasladó al colegio Roís de Corella, en Gandia, donde acabó siendo la directora. Debido a su lucha, Arroyo se convirtió en un símbolo de una generación de docentes decididos a implantar el valenciano en los colegios.
En 1972, se casó con el escritor y traductor Josep Piera. En 1992, colaboró en la edición del libro Trapatroles, lecturas para la educación primaria. Después de más de 30 años de compromiso pedagógico, lingüístico y de país, se jubiló en 2007.

## Reconocimientos
- El escritor Víctor Gómez Labrado convirtió a Arroyo en la protagonista de la novela La Mestra, que cuenta la labor de una profesora de valenciano de Bárig.[6][7] La obra fue publicada en 1995 y ha sido continuadamente reeditada.[8][9]

- En 2007, Arroyo recibió el Premi Jaume I d'Acció Ciutadana que otorga la Fundación Carulla por su compromiso pedagógico en la inclusión del valenciano en la escuela pública.[4][10] En esa edición de los premios, fueron reconocidos también Daniela Grau, defensora de la lengua y cultura catalanas en la Cataluña del Norte y Joan Francesc López Casasnovas, estudioso de la lengua y literatura catalanas en Menorca.[11]

- En 2017, el grupo musical valenciano ZOO homenajeó a Arroyo con la canción "La Mestra",[12] que recibió el XXIII Premio Cerverí de letra de canción.[13]